# Домарадзиці (Великопольське воєводство)
Домарадзиці (пол. Domaradzice, нім. Urnenfeld) — село в Польщі, у гміні Ютросін Равицького повіту Великопольського воєводства.
Населення — 413 осіб (2011).
У 1975-1998 роках село належало до Лешненського воєводства.

## Демографія
Демографічна структура станом на 31 березня 2011 року:
|          | Загалом | Допрацездатний вік | Працездатний вік | Постпрацездатний вік |
| -------- | ------- | ------------------ | ---------------- | -------------------- |
| Чоловіки | 209     | 60                 | 129              | 20                   |
| Жінки    | 204     | 41                 | 126              | 37                   |
| Разом    | 413     | 101                | 255              | 57                   |